# Teoría de las dimensiones culturales

## Dimensiones de culturas nacionales
- Índice de distancia de poder (IPD): "El poder de distancia es la existencia en la cual, el más débil de los miembros de las instituciones y organizaciones (como la familia) acepta y espera que el poder sea distribuido inequitativamente". En la sociedad, el individualismo que exhibe un alto grado de poder de distancia acepta las jerarquías de las cuales cualquiera tiene el espacio sin la necesidad para justificarse. Las sociedades, con un índice bajo poder de distancia, buscan tener una distribución de poder equivalente.[1] Culturas que fomentan un bajo índice de poder de distancia tienen a esperar y a aceptar relaciones entre poder de manera más democrática y consultada.

- Individualismo (IDV)  vs Colectivismo: "Es el grado en el cual los individuos son integrados en los grupos". En las sociedades individualista, la tensión es puesta en los logros y en los derechos individuales. Las personas esperan continuar por ellas mismas y por su familia. Las personas tienen el libre albedrío de elegir sus propias afiliaciones personales, por otra parte, en las sociedad colectivistas son los individuos los que actúan predominantemente como los miembros de un gran periodo de vida de un grupo o organización (nota: La palabra colectivismo no tiene referencia política en su significado, este se refiere únicamente a los grupos más no a los estados). Las personas con familia numerosa extended families en las cuales son usadas como protección sobre in intercambio incuestionable de la lealtad loyalty.

- Índice de la evasión de la incertidumbre (IEI): "Una sociedad es tolerante por su incertidumbre, es decir, por el manejo de su ambigüedad de lo nuevo ambiguity" haciendo reflexión sobre la extensión en la cual los miembros intentan hacerle frente con el uso de la inquietud o ansiedad  anxiety. La inquietud es el factor que minimiza el índice de la evitación de la incertidumbre. La gente en otras culturas que presentan un alto grado en su Índice de la evitación de la incertidumbre tiende a evitar ser más emocional emotional. Ellos intentan minimizar la noción de lo desconocido, y también las circunstancias inusuales para tener mayor cuidado en los cambios sociales. La planeación que hacen las personas es paso por paso por la aceptación de las demás culturas y en situaciones sin estructura cambios dentro del ambiente permite que la gente tenga menos reglas y el ambiente sea de mucho más cómodo. La gente es estas culturas intentan ser más pragmáticos pragmatic, es decir, su susceptibilidad al cambio es mucho más tolerante.

- Masculinidad (MAS) contra feminidad: "La distribución ente los roles emocionales de los hombres y las mujeres gender". Las culturas machistas dan sus valores en: el competitividad, la asertividad, el materialismo, la ambición de poder competitiveness, assertiveness, materialism. Mientras que en las culturas con presencia feminista dan sus valores en: las relaciones interpersonales relationships y la calidad de vida quality of life, En las culturas machistas las diferencias entre los mismos son roles de género son mucho más conflictiva y menos fluida que en la culturas feministas, en las cuales el hombre y la mujer tienen los mismos valores enfatizando el pudor y la crianza. Como resultado en muchas culturas los taboos de la sexualidad, particularmente en la cultura machista de acuerdo con la terminología de Hofstede en esta dimensión de parámetros de la generalización de los géneros masculino y femenino.

- Orientación a largo plazo (LTO) vs orientación en corto período de tiempo: Llamado anteriormente "Dinamismo de Confusio" describe a las sociedades en tiempo horizontal time horizon. Las sociedades con orientación en gran periodo de tiempo toman una referencia más importante a los evento futuros. Las sociedades con orientación en gran periodo de tiempo son caracterizadas por fomentar los valores pragmáticos, los valores pragmáticos pragmatic values son orientados a través de las compensaciones a nivel psicológico rewards; estas incluyen: la persistencia y la capacidad de su adaptación. Las sociedades con orientación en corto periodo de tiempo son caracterizadas por fomentar los valores relacionados al pasado y al presente; estas incluyen: la estabilidad en respecto a la conservación de sus tradiciones y la preservación contra los demás, lo cual establece normas de reciprocidad reciprocation y el cumplimiento de sus obligaciones sociales social obligation.

- Indulgencia vs la contención (IVR): El alcance en el cual los miembros de la sociedad intentan tomar el control sobre sus deseos e impulsos. Si las sociedades indulgentes tuvieran la tendencia de continuar con la relatividad de la libre gratificación de sus deseos básicos y sus deseos humanos, estos deseos básicos y sus deseos humanos están relacionados con la forma en la que disfrutan su vida, las sociedad con restricción tuvieran la convicción que tales necesidades gratificantes fueran frenadas y reguladas por su restricción a sus normas norm.

### Diferencia entre culturas con las mismas dimensiones
Juntando las puntuaciones de 1 como la puntuación más baja hasta el 120 como la puntuación más alta, El modelo de las seis dimensiones de Hofstede permite la comparación entre las culturas internacionales, también es llamado como la búsqueda comparativa comparative research:
- Los índices en el nivel de poder de distancia muestran una puntuación alta para las ciudades latinas y ciudades asiáticas, algunas áreas en África y para las ciudades con cultura arábica, por otra parte los índices en el nivel de poder de distancia muestran una puntuación baja para las ciudades con cultura anglosajona y para las ciudades con cultura germánica. La puntuación de Austria es de 11 y la de Dinamarca es de 18. Respecto a la escala del modelo de las seis dimensiones de Hofstede, Estados Unidos tiene una puntuación de 40 la cual no se puede compara con la puntuación de Guatemala de 95 ni con la puntuación de Israel de 13 dejando a los Estados Unidos en un punto media referente a esta comparación.

En Europa los índices en el nivel de poder de distancia muestran una puntuación en tendencia de ser bajos, por ejemplo: para las ciudades de Europa del norte y muestran una puntuación en tendencia de ser altas para algunas ciudades de Europa oriental y la parte sur de Europa, por ejemplo: La puntuación de Polonia es de 68, la puntuación de España es de 57 diferenciada de la puntuación de Suecia de 31 y la puntuación del Reino unido con 35.   
- Existe una brecha clara en los índices en el nivel del individualismo entre las ciudades urbanizadas y las ciudades occidentales, por otro lado. Las ciudades menos urbanizadas y las ciudades orientales en su parte contrapuesta. Norteamérica y Europa pueden ser consideradas culturas individualistas por su alta puntuación, por ejemplo: Hungría y Canadá ambas tienen una puntuación de 80. En contraste con las puntuaciones diferentes a los países de Asia, África y América Latina las cuales son caracterizadas por tener un índice en el nivel del colectivismo, por ejemplo: Colombia tiene una puntuación en el índice de nivel del individualismo de 13 e Indonesia tiene unta puntuación de 14. El contraste más profundo puede ser tomado comparando los dos extremos de las ciudades con respecto a la segunda dimensión de la escala del modelo de las seis dimensiones de Hofstede. La puntuación de Guatemala es de 6 en comparación contrastada con la puntuación de los Estados Unidos de 91. Japón y las ciudades con cultura arábica tienen el mismo valor en su puntuación en este nivel de dimensión.

- Los índices en el nivel de la evitación de la incertidumbre tienen una alta puntuación para América Latina, Europa Oriental y el Sur DE Europa incluyendo las ciudades las cuales hablan alemán, y la ciudad de Japón. Los índices en el nivel de la evitación de la incertidumbre tienen una baja puntuación para las ciudades con cultura anglosajona, las ciudades con cultura nórdica y las ciudades con cultura china. Los índices en el nivel de la evitación de la incertidumbre tienen una puntuación mucho más baja para Alemania con puntuación de 65, Bélgica con puntuación de 94, Suecia con puntuación de 29 y Dinamarca con puntuación de 23 respecto a su proximidad geográfica entre países.

- Los índices en el nivel del machismo tienen una puntuación muy baja para las ciudades nórdicas, por ejemplo: Noruega con puntuación de 8 y Suecia con puntuación de 5. En contraste con los índices en el nivel del machismo para Japón con puntuación de 95, y en ciudades europeas tales son los casos como Hungría, Austria y Suiza influenciados por la cultura germánica. Los índices en el nivel del machismo tienen una puntuación relativamente alta para las ciudades anglosajonas, por ejemplo: El Reino Unido tiene una puntuación de 66. Los índices en el nivel del machismo tienen una variabilidad en su puntuación, por ejemplo: La puntuación de Venezuela es de 73 mientras Chile tiene una puntuación de 28.

- Los índices en el nivel de orientación en gran periodo de tiempo tienen una alta puntuación para el Este de Asia, por ejemplo: China tiene una puntuación de 118, Hong Kong tiene una puntuación de 96 y Japón tiene una puntuación de 96. La puntuación esta en un nivel moderado para Europa oriental y occidental y en nivel bajo de puntuación para las ciudades anglosajonas, para la cultura musulmana, África y América Latina. No hay mucha información sobre la quinta dimensión del modelo de Hofstede.

- No hay mucha información sobre la sexta dimensión del modelo de Hofstede. Los índices en el nivel de la indulgencia tienen una alta puntuación para América Latina, algunas partes de África, para la cultura anglosajona y la parte Nórdica de Europa. Los índices en el nivel de la restricción tienen una alta puntuación para el Este de Asia, Europa Oriental y para la cultura musulmana.

## Further reading
- Culture, leadership, and organizations: the GLOBE study of 62 societies (1st edición). SAGE Publications. 29 de abril de 2004. ISBN 978-0-7619-2401-2., Read it
- Alvesson, M. & Deetz, S. (2006). Critical Theory and Postmodernism Approaches to Organizational Studies. In S. Clegg, C. Hardy, T. Lawrence, W. Nord (Eds.). The Sage Handbook of Organization Studies (2nd ed). London: Sage, 255-283.
- Coelho, D. A. (2011). A study on the relation between manufacturing strategy, company size, country culture and product and process innovation in Europe. International Journal of Business and Globalisation, 7(2), 152-165.
- Fischer, R. (2009). Where is Culture in Cross-Cultural Research?:  An Outline of a Multilevel Research Process for Measuring Culture as a Shared Meaning System. International Journal. of Cross Cultural Management, 9: 25-48.
- Gilligan, C. (1982). In a Different Voice:  Psychological Theory and Women’s Development. Cambridge MA: Harvard University Press.
- Inglehart, Ronald (1997). Modernization and Postmodernization:  Cultural, Economic and Political Change in 43 Societies. Princeton, Princeton University Press.
- Inglehart, Ronald & Miguel Basanez, Jaime Diez-Medrano, Loek Halman and Ruud Luijkx (2004) (eds.) Human Beliefs and Values: A Cross-Cultural Sourcebook based on the 1999-2002 values surveys. México, Siglo Beintiuno editors.
- Moussetes, A. (2007). The absence of women’s voices in Hofstede’s Cultural Consequences: A postcolonial reading. Women in Management Review, 22, 443-445.
- Schwartz, S.H. (1992). Universals in the content and structure of values:  Theoretical advances and empirical tests in 20 countries. In  M.Zanna (Ed.), Advances in Experimental Social Psychology,  New York: Academic Press, 25, 1-65.
- Schwartz S.H. (1994). Beyond Individualism and Collectivism:  New Cultural Dimensions of Values. In U. Kim, H.C. Triandis, C. Kagitcibasi, S., Choi,C. & Yoon, G. (Eds.), Individualism and Collectivism:  Theory, Method and application. Thousand Oaks CA: Sage, 85-119.
- Schwartz, S.H. (2007). Value Orientations:  Measurement, Antecedents and Consequences across Nations. In J. Jowell, C. Roberts, R. Fitzgerald, G. Eva (Eds.), Measuring Attitudes Cross-Nationally:  Lessons from the European Social Survey. London: Sage.
- Smith, P.B. (2004). Nations, Cultures and Individuals : New Perspectives on Old Dilemmas. Journal of Cross-Cultural Psychology, 35, 6-12.
- Smith, P. (2008). Indigenous Aspects of Management. In P. Smith, Peterson, M., Thomas, D. (Eds.), The Handbook of Cross-Cultural Management Research. Sage, Thousand Oaks CA: Sage, 319-332.
- Smith, P., Peterson, M., Thomas, D. (Eds.). (2008). The Handbook of Cross-Cultural Management Research. Thousand Oaks CA: Sage,.
- Triandis, H.C. (1995). Individualism and Collectivism. Boulder CO: Westview Press.
- Van de Vijver, F.J.R., van Hemert, D.A., Poortinga, Y.H. (Eds.). (2008). Individuals and Cultures in Multilevel Analysis. Mahwah NJ: Lawrence Erlbaum Associates.